# Matilo

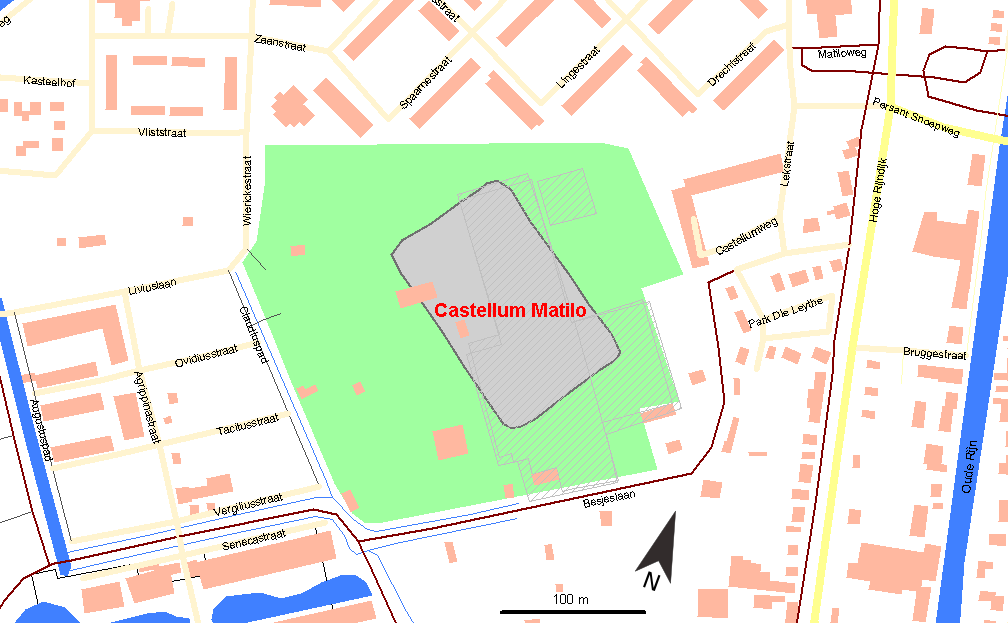
Grundriss des Kastells im modernen Stadtbild

Matilo, das römische Kastell Leiden-Roomburg, war der antike Name eines Auxiliarkastells am Niedergermanischen Limes. Das ehemalige Militärlager liegt im heutigen Leidener Wohnbezirk Roomburg in der niederländischen Provinz Südholland unmittelbar unter seiner modernen Rekonstruktion. Das Bodendenkmal ist Bestandteil des 2021 zum UNESCO-Weltkulturerbe erhobenen Niedergermanischen Limes.

## Lage
In antiker Zeit befand sich das Kastell an einer Stelle, an der von Nordosten her die Leithe in den Oude Rijn einmündete, nach Norden hin die Zijl von diesem abzweigte und von Südwesten her die Fossa Corbulonis an den Fluss anschloss. Die Fossa Corbulonis war ein Kanal, den Gnaeus Domitius Corbulo, der legatus Augusti (Gesandter des Augustus = Befehlshaber) im Militärbezirk Germania inferior während seiner Amtszeit ab dem Jahr 47 erbauen ließ. Die Fossa Corbulonis führte bis zur Nieuwe Maas und verkürzte damit den längeren und vor allem gefährlicheren Schifffahrtsweg über die Nordsee erheblich. Alle diese Wasserläufe, so unscheinbar sie auch heute wirken, waren in der römischen Zeit für die damals verwendeten Boote schiffbar. Das gegenüber dem Umland leicht erhöht liegende Kastell befand sich somit in einer verkehrs- und militärgeographisch optimalen Position. Mit seiner Prätorialfront war es nicht auf den Rhein, sondern auf den Corbulo-Kanal ausgerichtet.
Im heutigen Siedlungsbild befindet sich das rekonstruierte Kastell in loco innerhalb eines archäologischen Parks im Leidener Wohnbezirk Roomburg, zwischen Leiderdorp im Osten und dem Vliet im Westen.

### 2. und 3. Jahrhundert

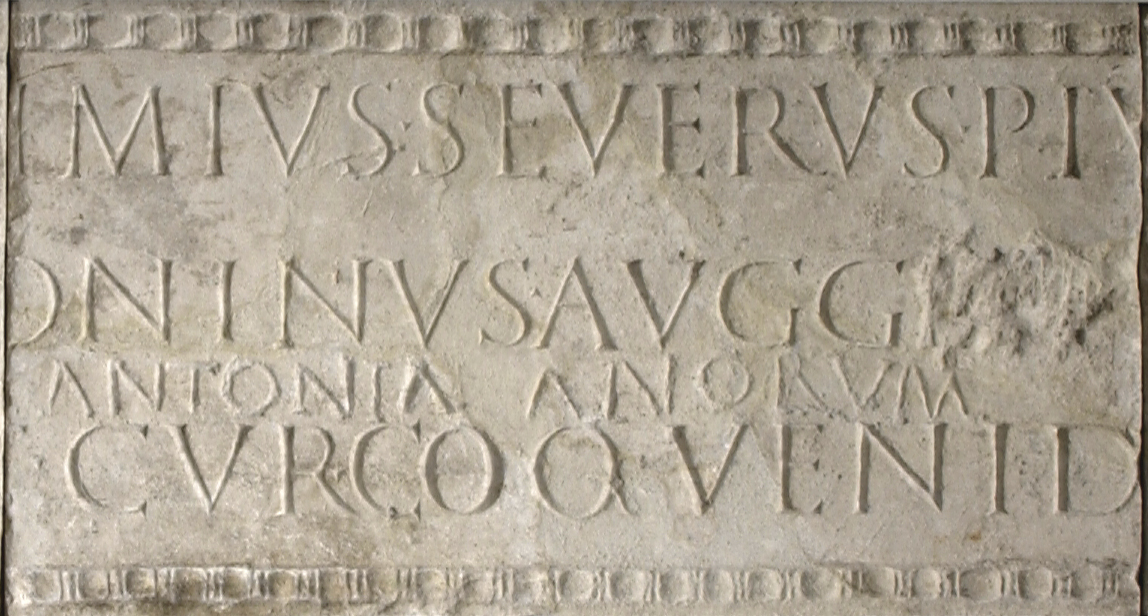
Teil der Weiheinschrift mit Damnatio memoriae
198 bis 205, geändert nach 211
FO: Kastell Matilo
AO: Rijksmuseum van Oudheden

### Funde aus Matilo im Rijksmuseum van Oudheden in Leiden

Ausgewählte Funde aus Matilo
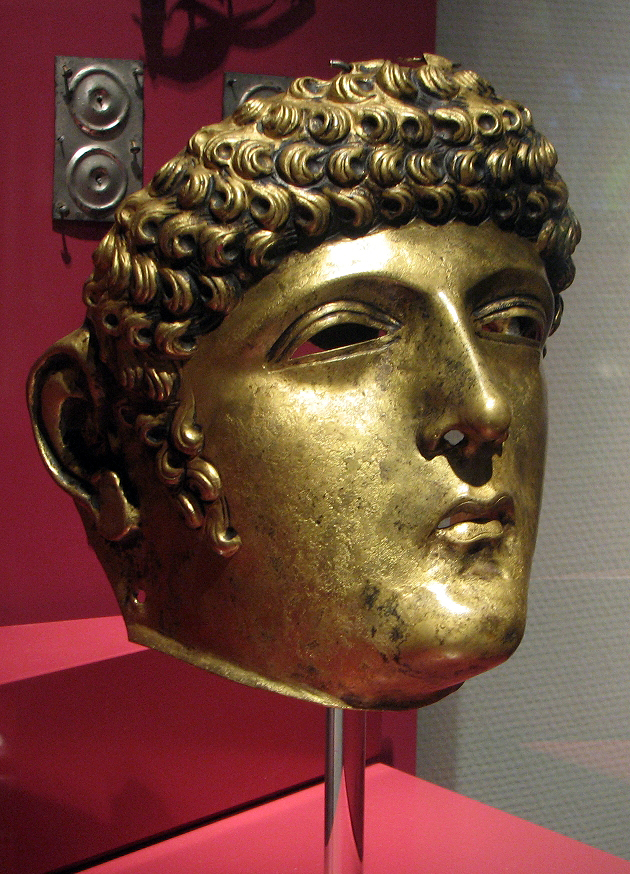
Reitermaske, Ende 1. Jahrhundert FO: Fossa Corbulonis AO Rijksmuseum van Oudheden, Leiden
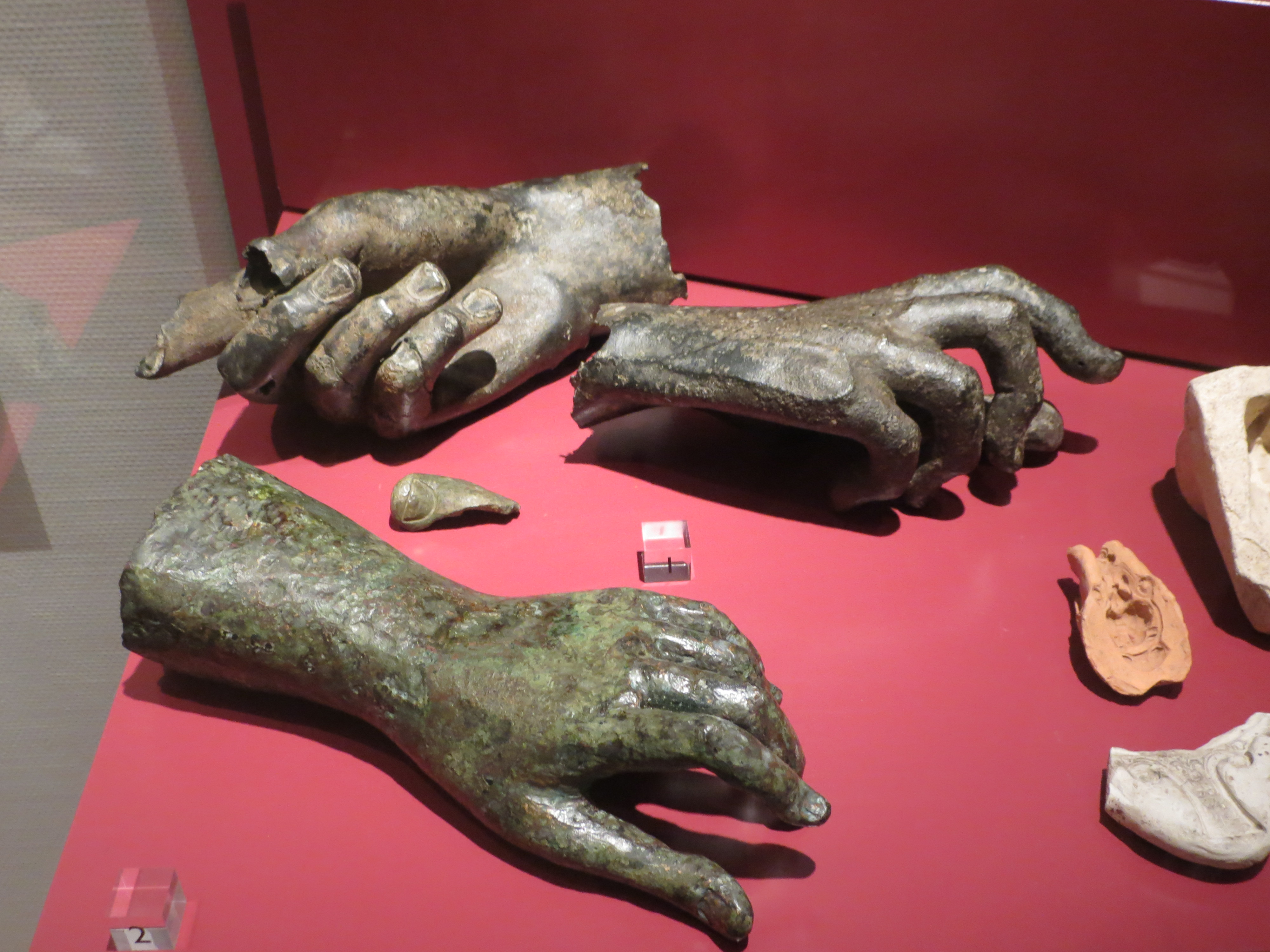
Bronzene Hände von Statuen, vorne aus Matilo, hinten links aus Forum Hadriani, hinten rechts aus Hoogwerf, Naaldwijk FO: Matilo AO: Rijksmuseum van Oudheden, Leiden
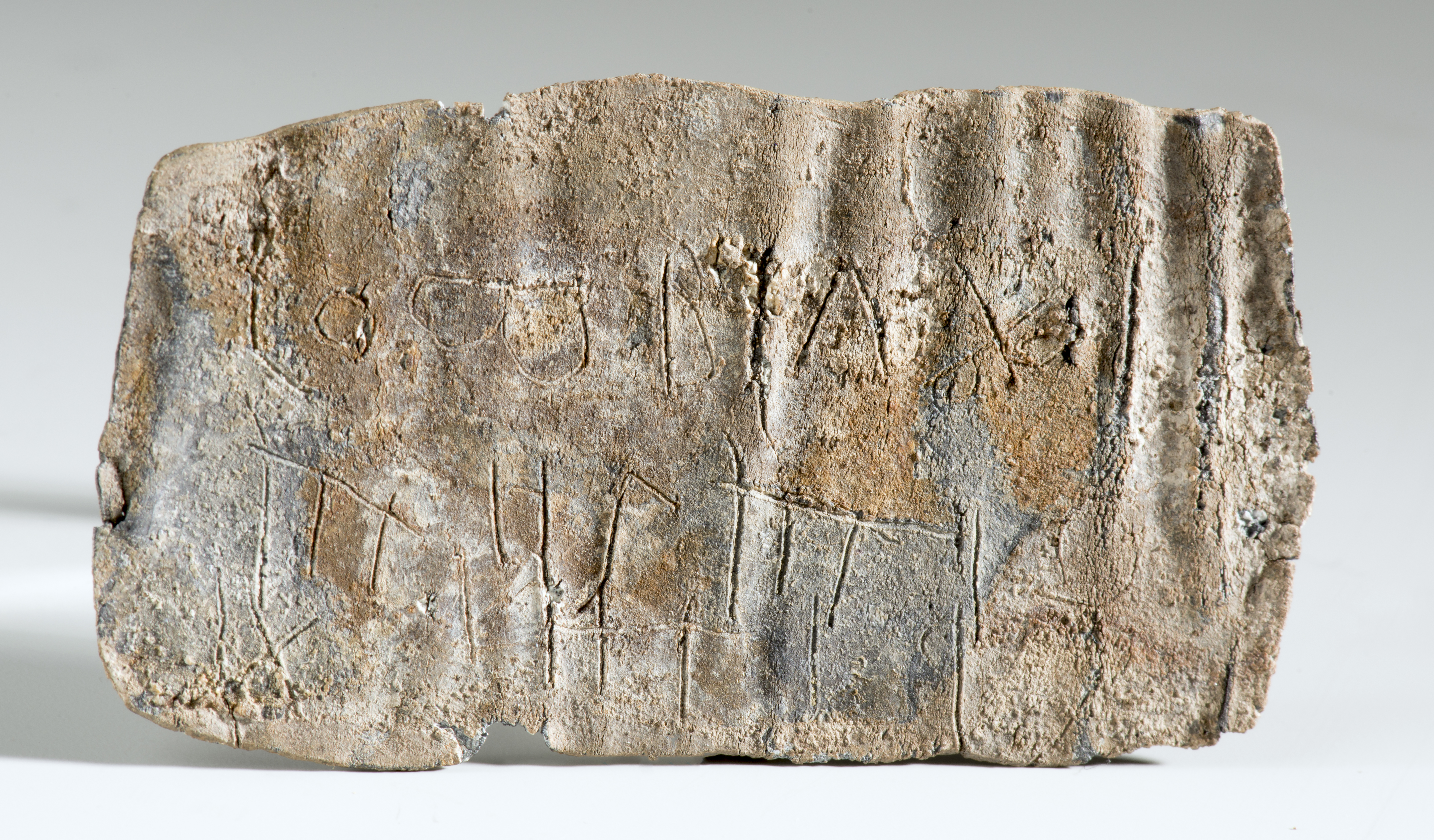
Fluchtäfelchen (wurden verwendet, um andere Menschen zu verfluchen), 2. oder 3. Jahrhundert FO: Matilo AO: Rijksmuseum van Oudheden, Leiden
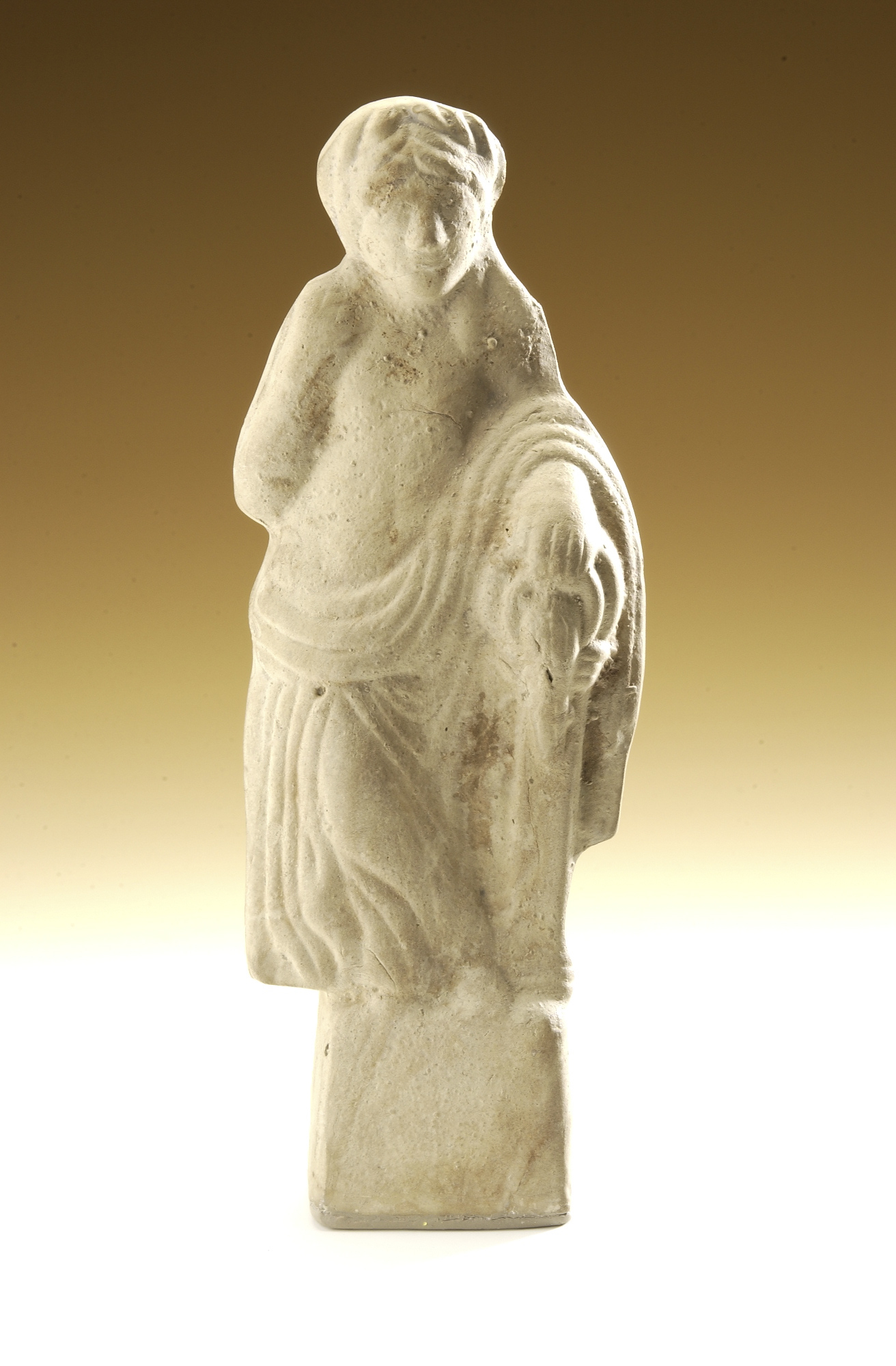
Tonstatuette einer Göttin, möglicherweise Venus oder eine Flussgöttin, 150–175 FO: Matilo AO: Rijksmuseum van Oudheden, Leiden
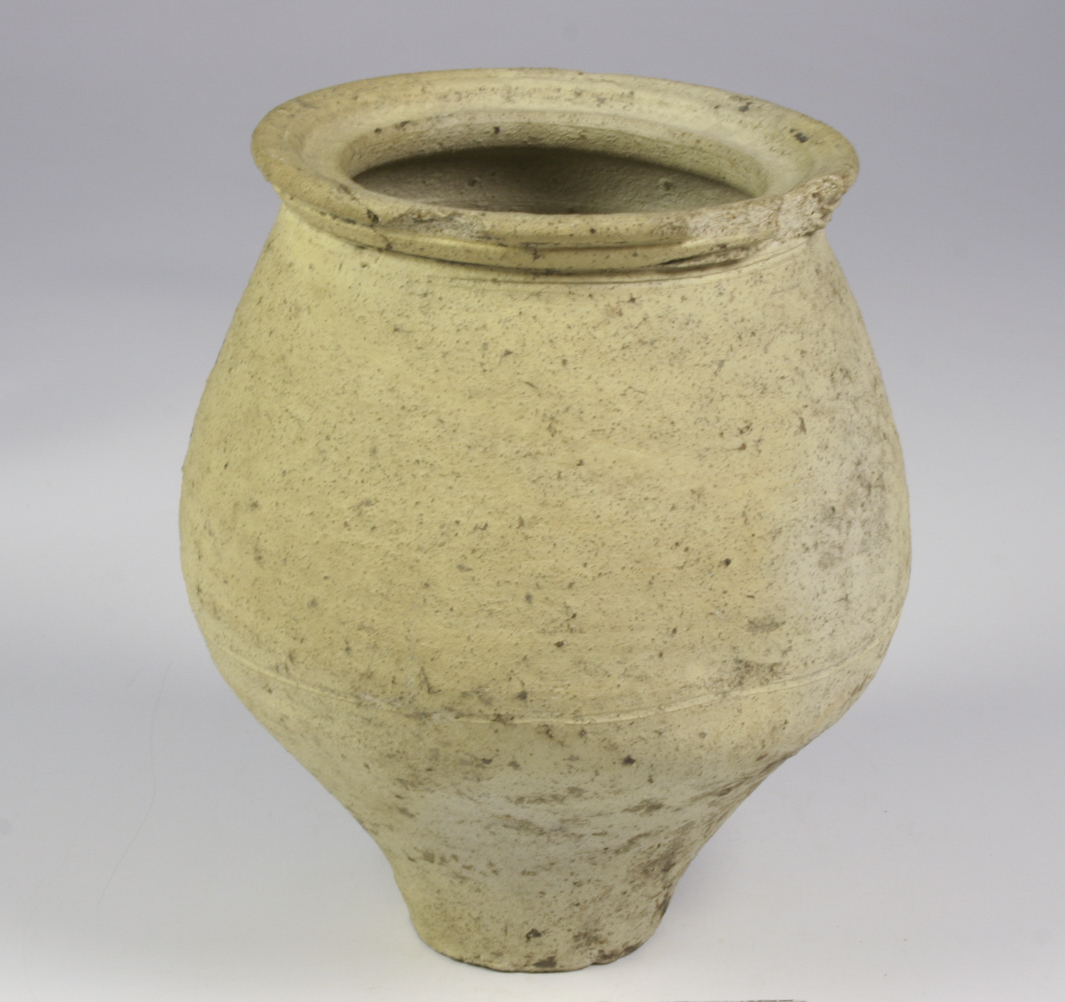
Kochtopf aus rauhwandiger Irdenware mit Kremationsresten FO: Vicus Matilo AO: Rijksmuseum van Oudheden, Leiden

### Archäologischer Park Matilo

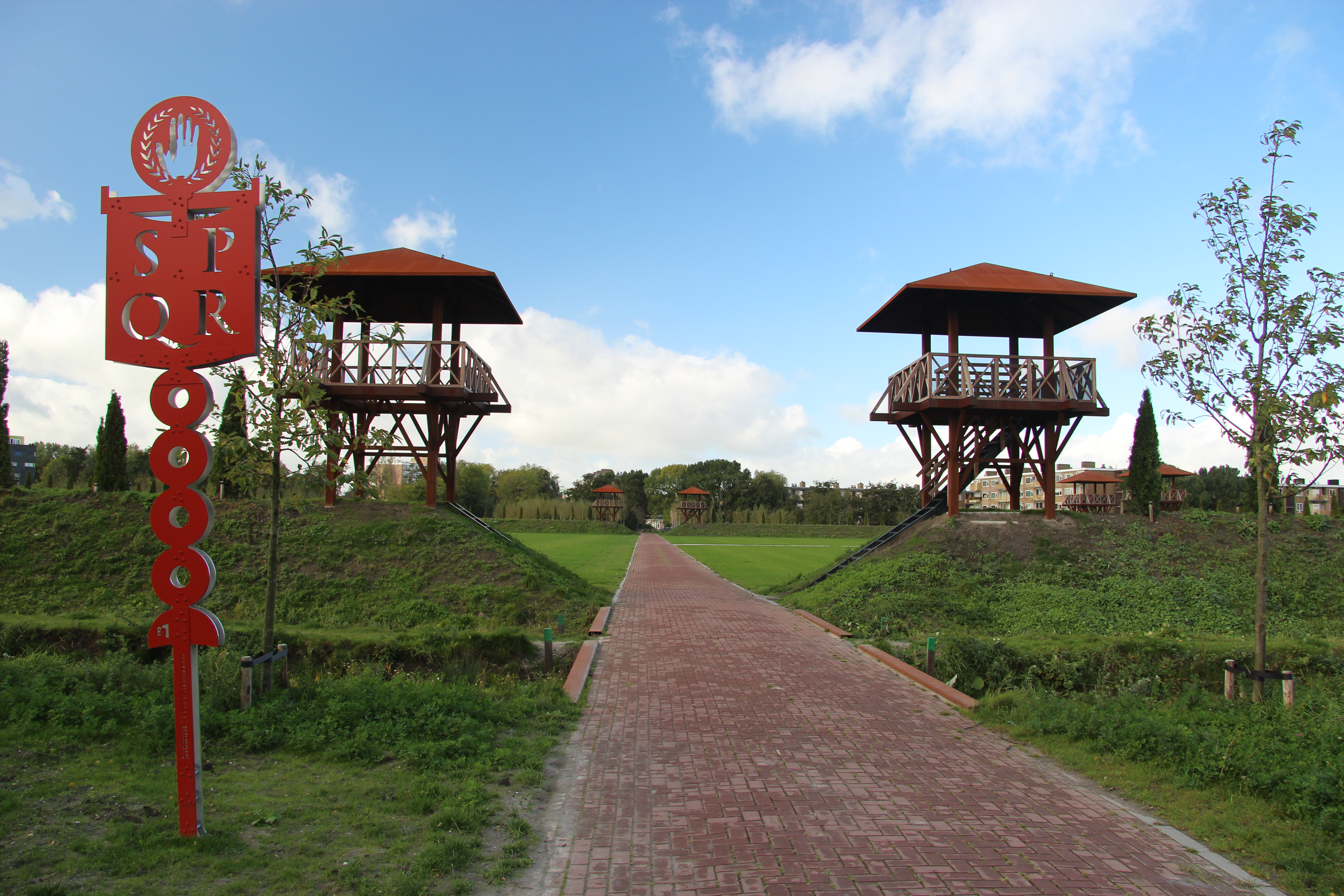
Rekonstruiertes Osttor von außen
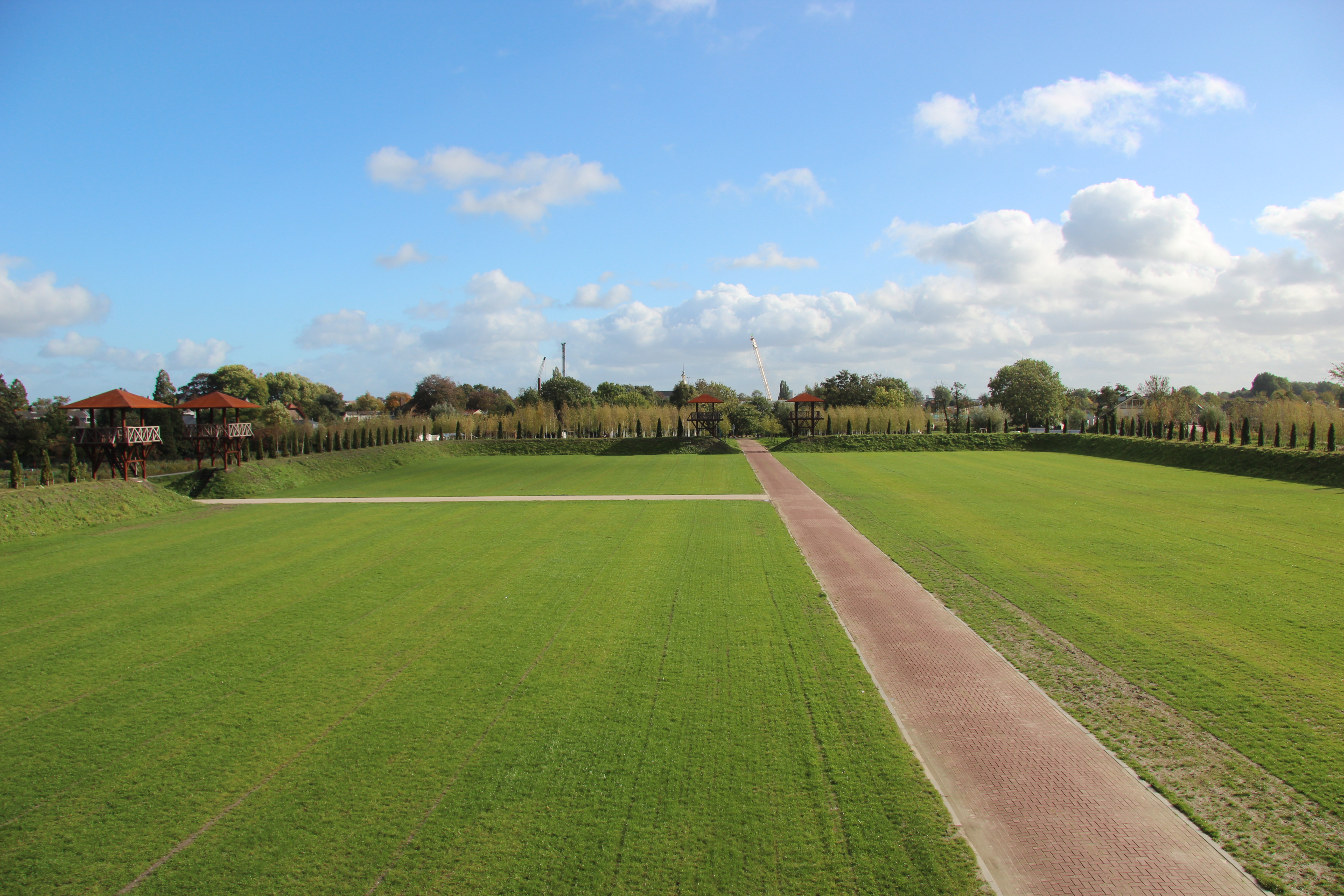
Innenbereich des Lagers, Blick Richtung Osttor
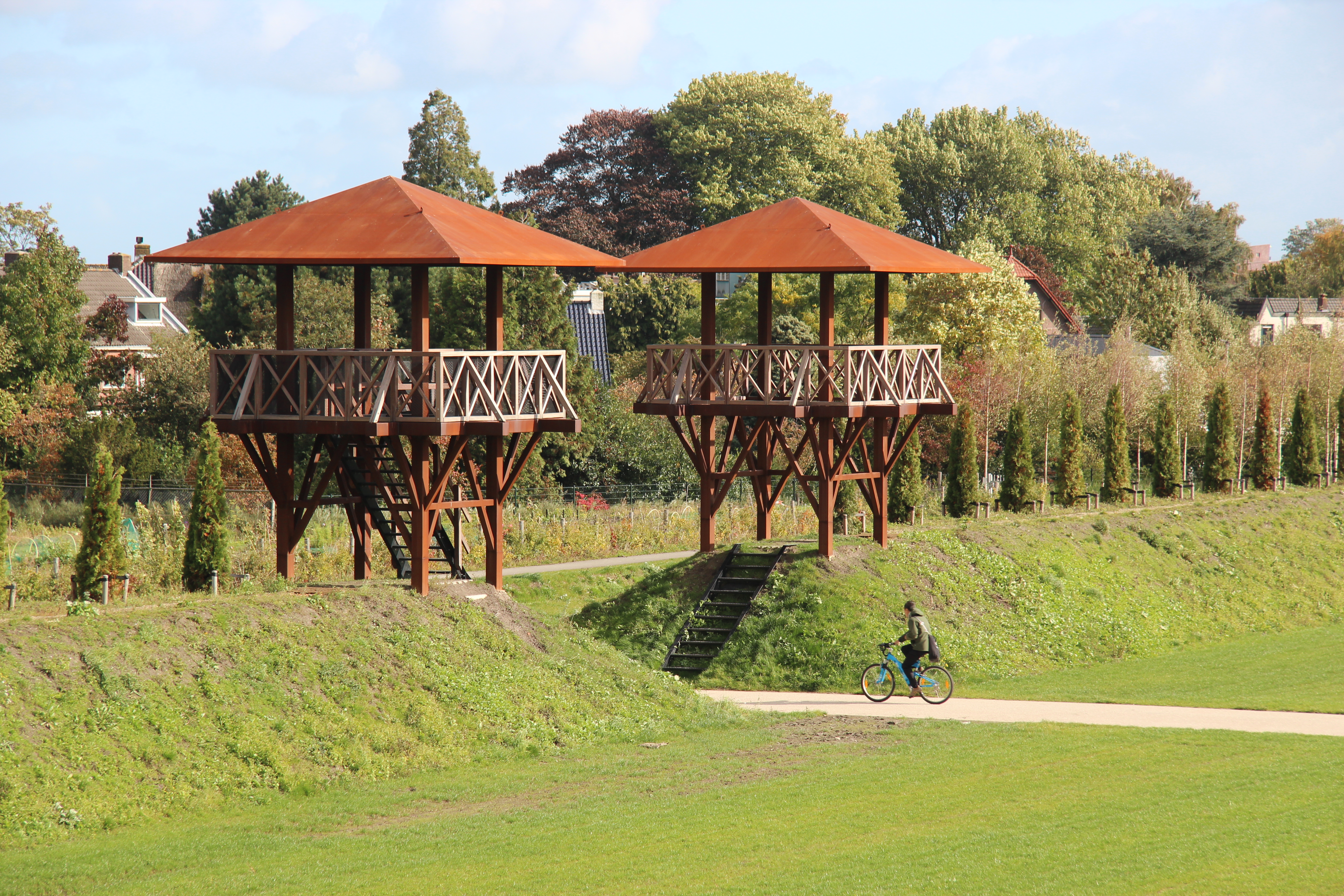
Rekonstruiertes Westtor von innen
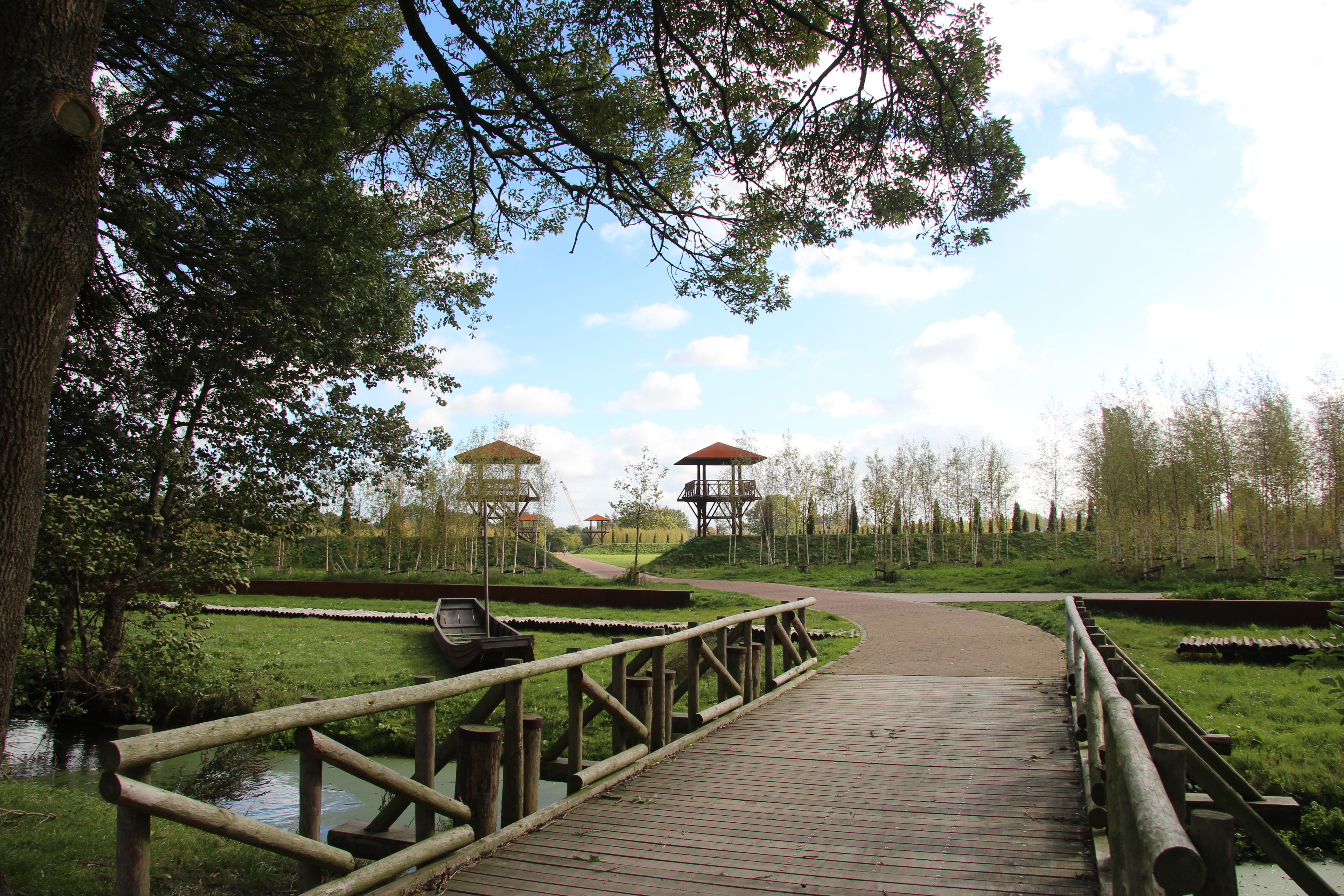
Rekonstruiertes Westtor von außen mit Andeutung des Corbulokanals im Vordergrund (niedrige Mauer)
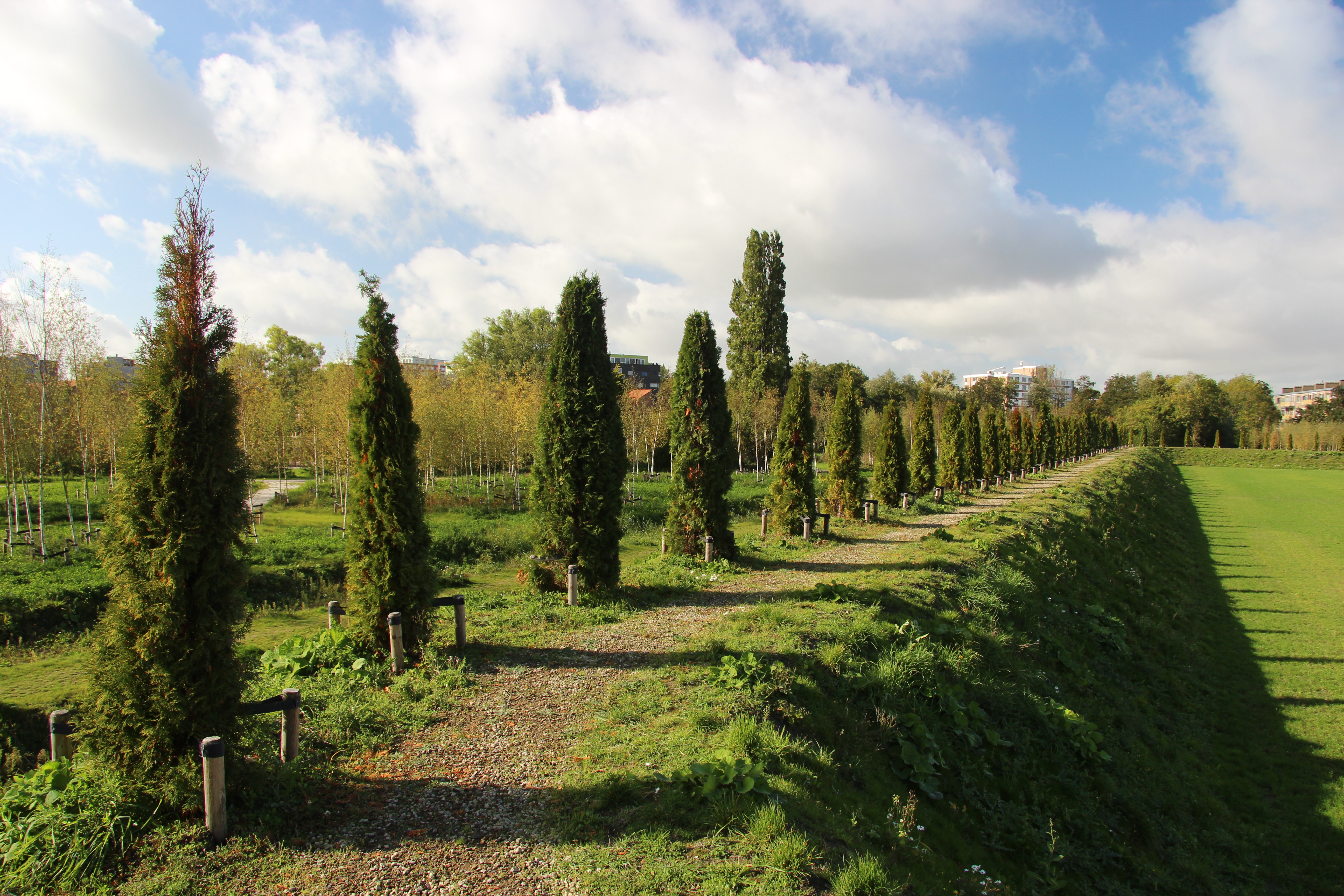
Mit Korniferen bepflanzte Umwallung. Die Bäumchen sollen die Palisade symbolisieren.